# Hôtel Daret
L'hôtel Daret, aussi appelé maison de Jean Daret, est un hôtel particulier situé au no 29 rue Cardinale à Aix-en-Provence.

## Construction et historique
Jean Daret (1613-1668), peintre du roi, avait été contraint de vendre en 1665 la maison qu'il s'était faite construire en 1648 rue du Quatre-Septembre, au no 4 mais il a continué à l'habiter jusqu'en 1668. Il devait rembourser de fortes sommes d'argent à Pierre Maurel de Pontevès. Il se fait construire une deuxième maison dans le quartier Mazarin. Il achète le 23 novembre 1665 un terrain à la commanderie Saint-Jean de Malte. L'acte de prix-fait est passé le 22 décembre 1665 avec les maîtres maçons Antoine Béraud et Dominique Arnaud. Le même jour il engage les maîtres gypier Jean Chaillan et Pierre Chabot pour les travaux de gypserie et les maîtres charpentiers Antoine Durand et Claude Guigou. Les tuiles sont livrées le 5 mai 1666. Le prix-fait des portes et des fenêtres est passé le 9 juillet 1668 avec le maître menuisier Pierre Brochier. Les travaux sont interrompus en 1666 à cause d'un litige avec un voisin qui avait fait creuser un puits sous le mur mitoyen. Le procès s'est terminé avec un arrangement après avril 1667. En août 1667, Jean Daret fait une sommation à un  maître charpentier qui avait livré un mauvais bois mais le compte final des travaux de charpenterie est signé le 9 juillet 1668. Jean Daret meurt en 1668. C'est son épouse, Madeleine Cabassol, qui signe le décompte final des travaux le 22 janvier 1670. D'après Daniel Chol, l'immeuble a été vendu du vivant du peintre quelques décennies plus tard.
L'hôtel est aujourd'hui divisé en copropriété privée.

## Architecture
L'entrée est de style Louis XIV et la façade, sobre, fut remaniée au XVIIIe siècle.
On note le cadre de la porte à refends.

## Commentaires
Le peintre d'origine bruxelloise Jean Daret, premier propriétaire des lieux, s'installa à Aix en 1639 et se spécialisa dans la décoration de demeures et bâtiments aixois et provençaux, notamment de l'hôtel de Châteaurenard, de la cathédrale Saint-Sauveur, de l'église de la Madeleine, de l'église du Saint-Esprit ainsi que du Château de Marignane.

## En savoir plus